# Carnival in Babylon
Carnival in Babylon è un album in studio del gruppo rock tedesco Amon Düül II, pubblicato nel 1972.

## Tracce
LP
1. C.I.D. in Uruk – 5:38
2. All the Years 'Round – 7:25
3. Shimmering Sand – 6:36
4. Kronwinkl 12 – 3:57
5. Tables Are Turned – 3:38
6. Hawknose Harlequin – 10:04

Tracce bonus edizione CD (2002)
1. Light – 3:47
2. Lemmingmania – 2:57
3. Between the Eyes – 2:24
4. All the Years Round (single version) – 4:10

Tracce bonus edizione CD (2007)
1. Skylight – 9:50
2. Tatzelwurmloch – 17:45